# ジャン・ラシーヌ

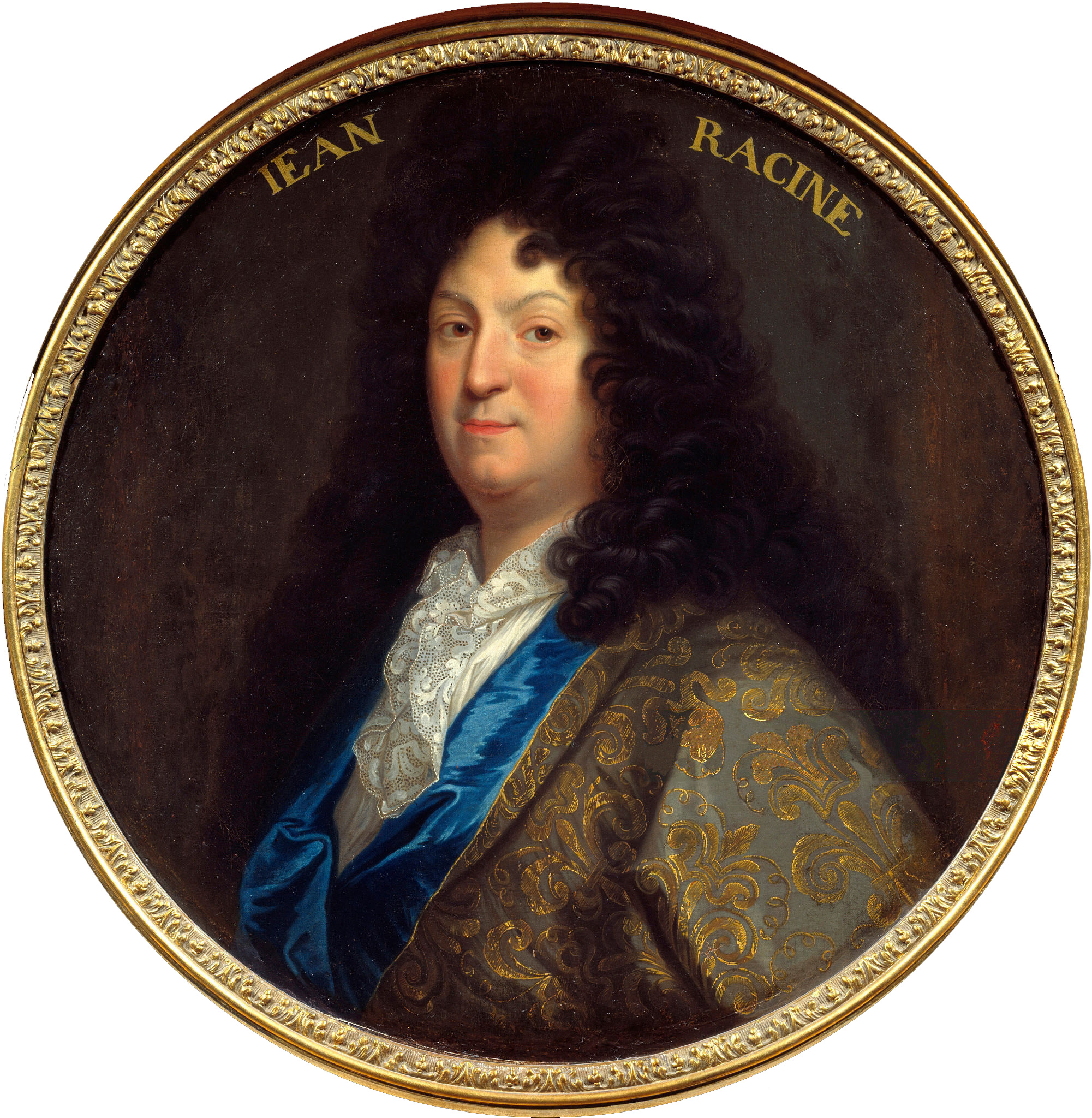
ジャン・ラシーヌ

ジャン・バティスト・ラシーヌ（Jean Baptiste Racine,1639年12月21日誕生、12月22日受洗 - 1699年4月21日没）は、17世紀フランスの劇作家で、フランス古典主義を代表する悲劇作家である。

## 伝記
シャンパーニュ地方のラ・フェルテ＝ミロンに生まれる。幼少時に両親を亡くし、ジャンセニスムの影響下にあるポール・ロワイヤル修道院の付属学校で、厳格なカトリック教育を受ける。ラシーヌはこの学校で古典文学に対する教養と、ジャンセニスムの世界観を身につけた。このことは後のラシーヌの作品に深い影響を及ぼす。名門校コレージュ・ダルクールに進学することでパリ生活を初めて経験し、文学へ傾斜し始める。18歳の時にルイ14世の結婚を祝したオードを書き、はからずも褒賞を受けたのがきっかけで詩作に専念するようになった。1667年に悲劇「アンドロマック」のために格別の厚遇を得て、レピネの小修道院長の肩書を与えられる。1677年、悲劇「フェードル」上演にあたってゲゴネー座と抗争したことをきっかけとして劇作からは離れ、国王の修史官としての職務に励むようになる。1692年から4年間は国王に同行して戦場をめぐり、ヴェルサイユ宮殿やフォンテーヌブローに自室を与えられ、貴族を差し置いて王に面会を許されるというくらい寵愛をされていた。

## 作風
その悲劇作品のほとんどは、三一致の法則を厳格に守り、主にギリシア神話、古代ローマの史実に題材をとる。『旧約聖書』に題材をとるものを、ラシーヌは悲劇とせず史劇と呼んだ。
ラシーヌは均整の取れた人物描写と劇的な筋の構成を、アレクサンドラン詩行と呼ばれるイアンボス6詩脚の丹精で華麗な韻文に綴った。後期の『聖書』を題材とする作品を除けば、ラシーヌの劇は、二人の若い恋人を中心とするものが多い。二人は愛し合っているが、女性が王など高位の男性に望まれる、あるいは二人が敵対しあう家系にいるなどして、恋愛は成就しない。この葛藤がラシーヌの悲劇の中心となる。これに第三者の嫉妬、政治闘争などが加わり筋が複雑になり、最終的に二人の恋は成就せず、主人公の死をもって幕が下りる。
またラシーヌは自身の作品を印刷に付し刊行する際、必ず書き下ろしの序文をつける習慣があった。このためラシーヌの作品は、たんに悲劇としての価値のみならず、演劇論としての価値をももつ。ラシーヌの詩論のなかではオスマン帝国の皇位継承争いを題材にする『バジャゼ』につけた序文での「悲劇の題材は観客から適切な隔たりをもつものでなければならない。この隔たりは神話や古い歴史のような時間的な隔たりだけでなく、時間的にはあまり遠くないがわれわれの風俗になじみのない距離的な隔たりであってもよい」とするものなどが知られる。
ラシーヌの代表作として今日もなお上演されるものには『アンドロマック』、『ベレニス』、『フェードル』などがある。
なお1960年代から90年代までのフランス50フラン紙幣にはラシーヌ肖像が描かれていた。

## 作品
括弧内は順に原題、形式、初演年を示す。
- ラ・テバイード 又は 兄弟は敵同士（La Thébaïde ou les frères ennemis, 5幕悲劇、1664年）
- アレクサンドル大王（Alexandre le Grand, 5幕悲劇、1665年）
- アンドロマック（Andromaque, 5幕悲劇、1667年）
- 訴訟狂（Les Plaideurs, 3幕喜劇、1668年）
- ブリタニキュス（Britannicus, 5幕悲劇、1669年）
- ベレニス（Bérénice, 5幕悲劇、1670年）
- バジャゼ（Bajazet, 5幕悲劇、1672年）
- ミトリダート（Mithridate, 5幕悲劇、1673年）
- イフィジェニー（Iphigénie, 5幕悲劇、1674年）
- フェードル（Phèdre, 5幕悲劇、1677年）
- エステル（Esther, 3幕史劇、1689年）
- アタリー（Athalie, 4幕史劇、1691年）

## 主な日本語訳
- 『フェードル』（澤木譲次 訳、白水社、1948年）
- 『ブリタニキュス』（内藤濯 訳、岩波文庫、1949年）、度々重版
- 『アンドロマク』（内藤濯 訳、岩波文庫、1951年）、度々重版
- 『フェードル』（内藤濯 訳、岩波文庫、1953年、改版1958年）、度々重版
- 『ラシーヌ戯曲全集』（人文書院 全2巻、伊吹武彦・佐藤朔編、初版1964年-1965年、新版1976年）
第1巻：ラ・テバイード（鬼頭哲人訳）、アレクサンドル大王（福井芳男訳）、アンドロマック（渡辺守章 訳）、裁判きちがい（川俣晃自訳）、ブリタニキュス（安堂信也訳）、ベレニス（伊吹武彦 訳）
第2巻：バジャゼ（鬼頭哲人 訳）、ミトリダート（田中敬次郎訳）、イフィジェニー（川口篤訳）、フェードル（伊吹武彦 訳）、エステル（戸張智雄訳）、アタリー（佐藤朔 訳）、ラシーヌ年譜（戸張智雄 編）
- 『世界古典文学全集48　ラシーヌ』（筑摩書房、初版1965年、復刊2005年）、解説（渡辺守章 編）
ラ・テバイッド（渡辺清子訳）、アレクサンドル大王（大島利治訳）、アンドロマック（安堂信也 訳）
裁判きちがい（鈴木力衛・鈴木康司訳）、ブリタニキュス（渡辺守章 訳）、ベレニス（戸張智雄・戸張規子 訳）
バジャゼ（安堂信也 訳）、ミトリダート（渡辺守章 訳）、イフィジェニー（戸張智雄・戸張規子 訳）
フェードル（二宮フサ訳）、エステル（福井芳男訳）、アタリー（渡辺義愛訳）
  - 『世界文學大系 第14巻 古典劇集』（筑摩書房、1961年）“朱版”
  - 『筑摩世界文學大系 第18巻 古典劇集』（筑摩書房、1975年） 新版・“白版”

各・フェードル（二宮フサ訳）
- 『ラシーヌ戯曲全集（2） ブリタニキュス、ベレニス、バジャゼ、ミトリダート』（渡辺守章 訳、白水社、1979年　本巻のみ刊行[注 1]）
  - 『ブリタニキュス　ベレニス』（渡辺守章訳、岩波文庫、1993年）、改訳版
  - 『フェードル　アンドロマック』（渡辺守章 訳、岩波文庫、2008年）
- 『古典劇大系 第八卷 佛蘭西篇(2)』（近代社、1925年）
ブリタニキュス、フェドル（時田清訳）
- 『世界文學全集(6) 佛蘭西古典劇集』（新潮社、1928年）
フェエドル、ミトリダァト、アンドロマク（吉江喬松訳）、ブリタニキュス（内藤濯 訳）

## 日本語文献
- ラシーヌとシェイクスピア（スタンダール／佐藤正彰訳、青木書店、1939年）
- ラシーヌとギリシア悲劇（戸張智雄、東京大学出版会、1967年）
- ラシーヌ研究（田中敬次郎、社会思想社、1972年）
- ラシーヌと古典悲劇（アラン・ニデール／今野一雄訳、白水社 文庫クセジュ、1982年9月）
- ラシーヌの悲劇（金光仁三郎、中央大学出版部、 1988年11月）
- ラシーヌ、二つの顔（山中知子、人文書院、2005年2月）
- ラシーヌ論（ロラン・バルト／渡辺守章訳、みすず書房、2006年10月）